# Município de Munson (condado de Geauga, Ohio)
O município de Munson (em inglês: Munson Township) é um município localizado no condado de Geauga no estado estadounidense de Ohio. No ano de 2010 tinha uma população de 6.621 habitantes e uma densidade populacional de 98,95 pessoas por km².

## Geografia
O município de Munson encontra-se localizado nas coordenadas 41° 31′ 53″ N, 81° 14′ 55″ O. Segundo a Departamento do Censo dos Estados Unidos, o município tem uma superfície total de 66.91 km², da qual 65,33 km² correspondem a terra firme e (2,36 %) 1,58 km² é água.

## Demografia
Segundo o censo de 2010, tinha 6.621 habitantes residindo no município de Munson. A densidade populacional era de 98,95 hab./km². Dos 6.621 habitantes, o município de Munson estava composto pelo 97,63 % brancos, o 0,85 % eram afroamericanos, o 0,03 % eram amerindios, o 0,6 % eram asiáticos, o 0,23 % eram de outras raças e o 0,66 % eram de uma mistura de raças. Do total da população o 1 % eram hispanos ou latinos de qualquer raça.